# Бурокрилий дивоптах
Бурокрилий дивоптах (Lycocorax) — рід горобцеподібних птахів родини дивоптахових (Paradisaeidae). Містить 2 види.

## Поширення
Представники роду поширені на Молуккських островах. Мешкають у гірських дощових та хмарних лісах.

## Опис
Птахи зовні схожі на ворон. Тіло завдовжки до 42 см і вагою до 370 г. Оперення чорне, дзьоби міцні та довгі. Хвіст заокруглений. Ноги міцні.

## Види
- Дивоптах бурокрилий (Lycocorax pyrrhopterus)
- Lycocorax obiensis